# Église Saint-Gilles de Saint-Pierre-Bois
L'église Saint-Gilles est un monument historique situé à Saint-Pierre-Bois, dans le département français du Bas-Rhin.

## Localisation
Ce bâtiment est situé à l'écart du village de Hohwarth, en lisière de bois, dans un lieu dit appelé Kirchberg à Saint-Pierre-Bois.

## Historique
L'édifice fait l'objet d'une inscription au titre des monuments historiques depuis 1992.

## Architecture

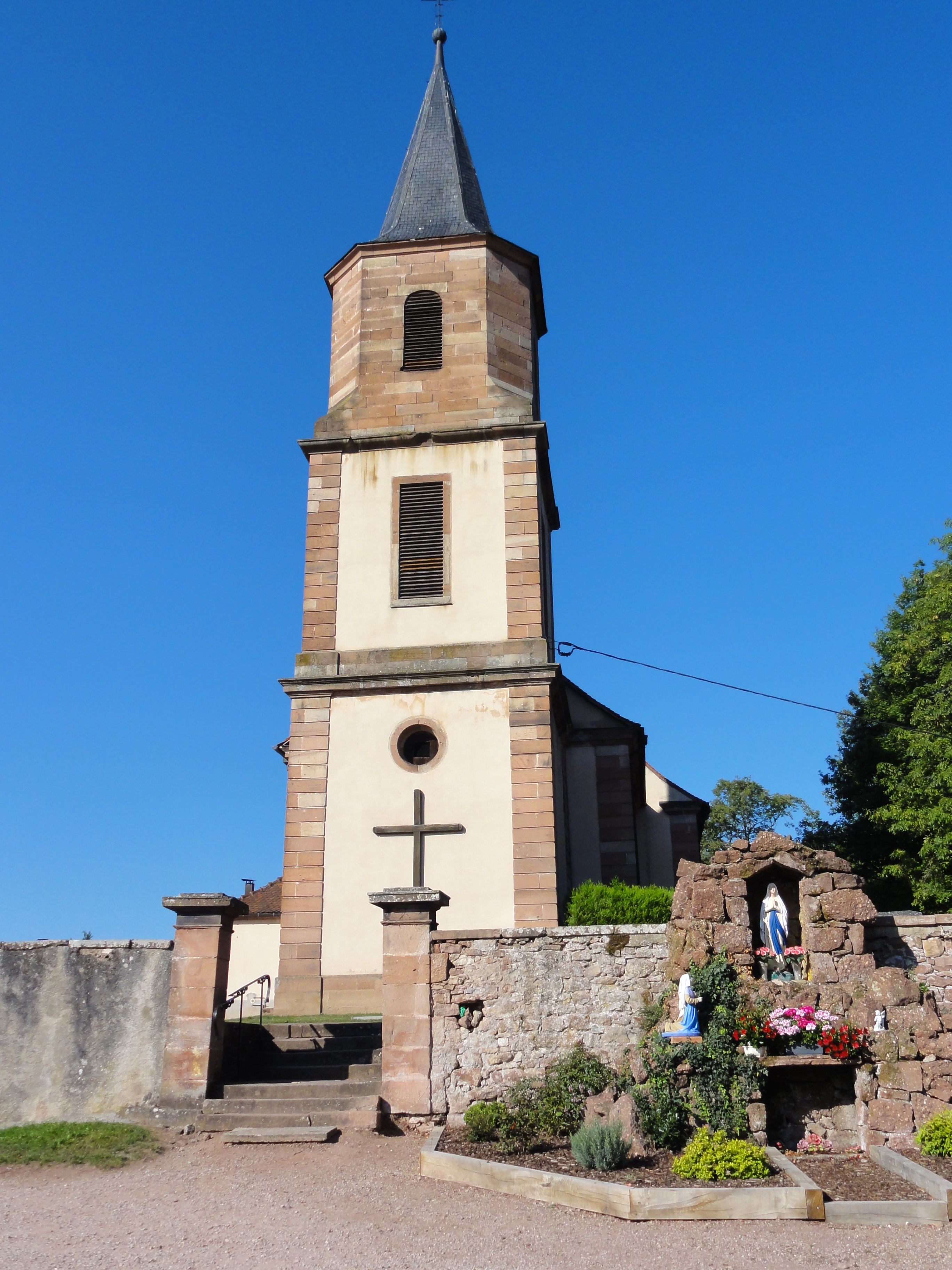
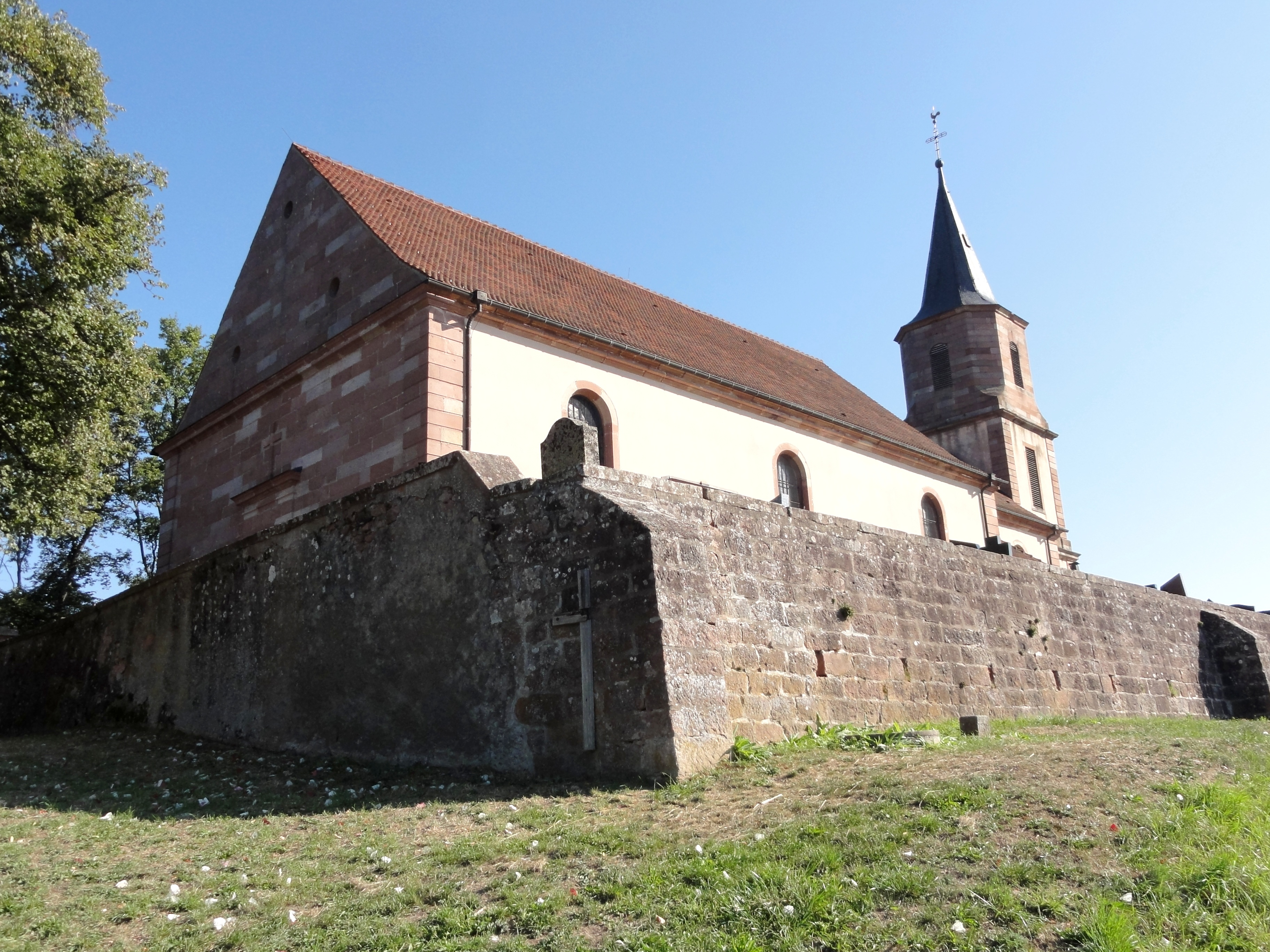
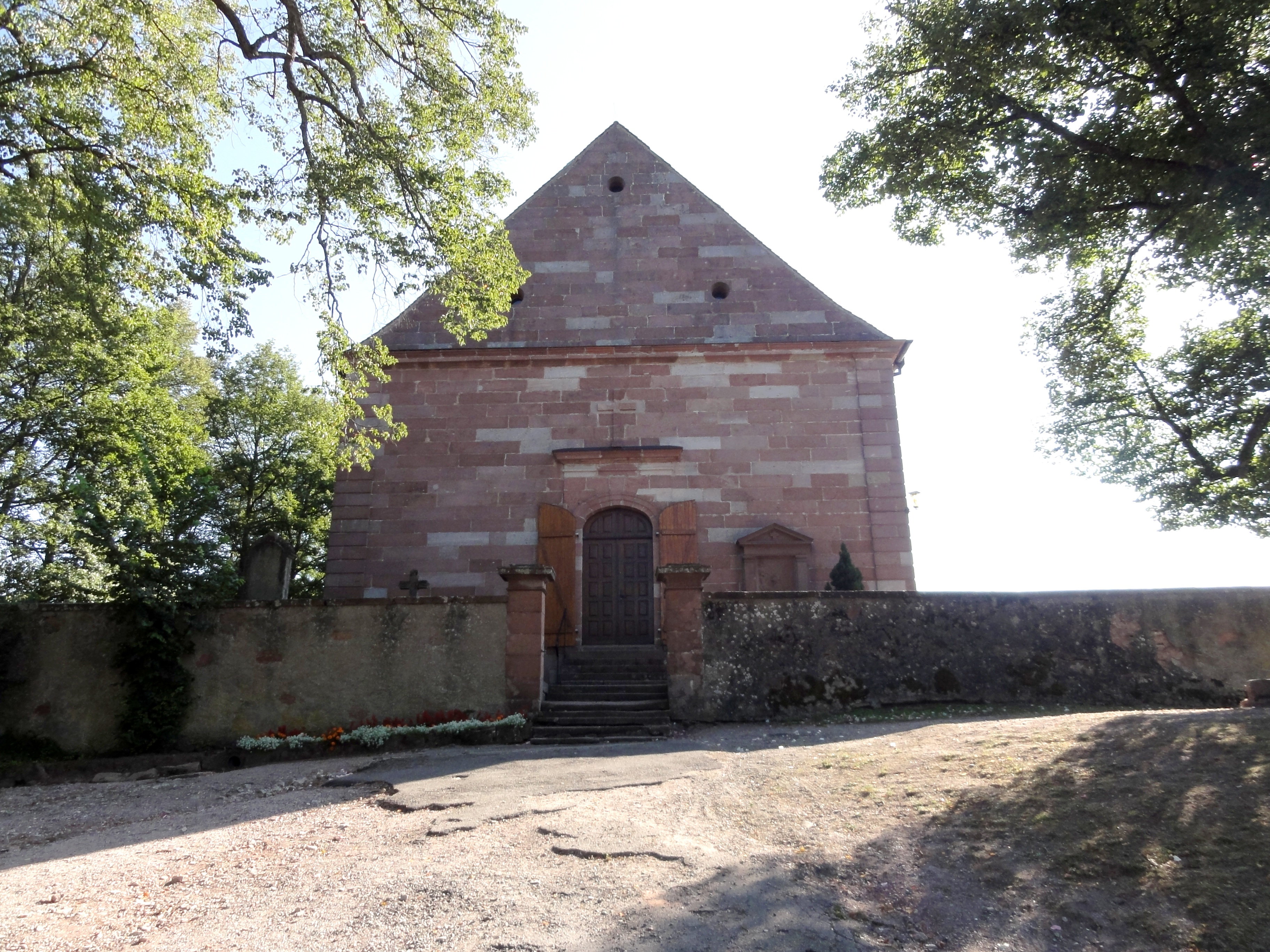
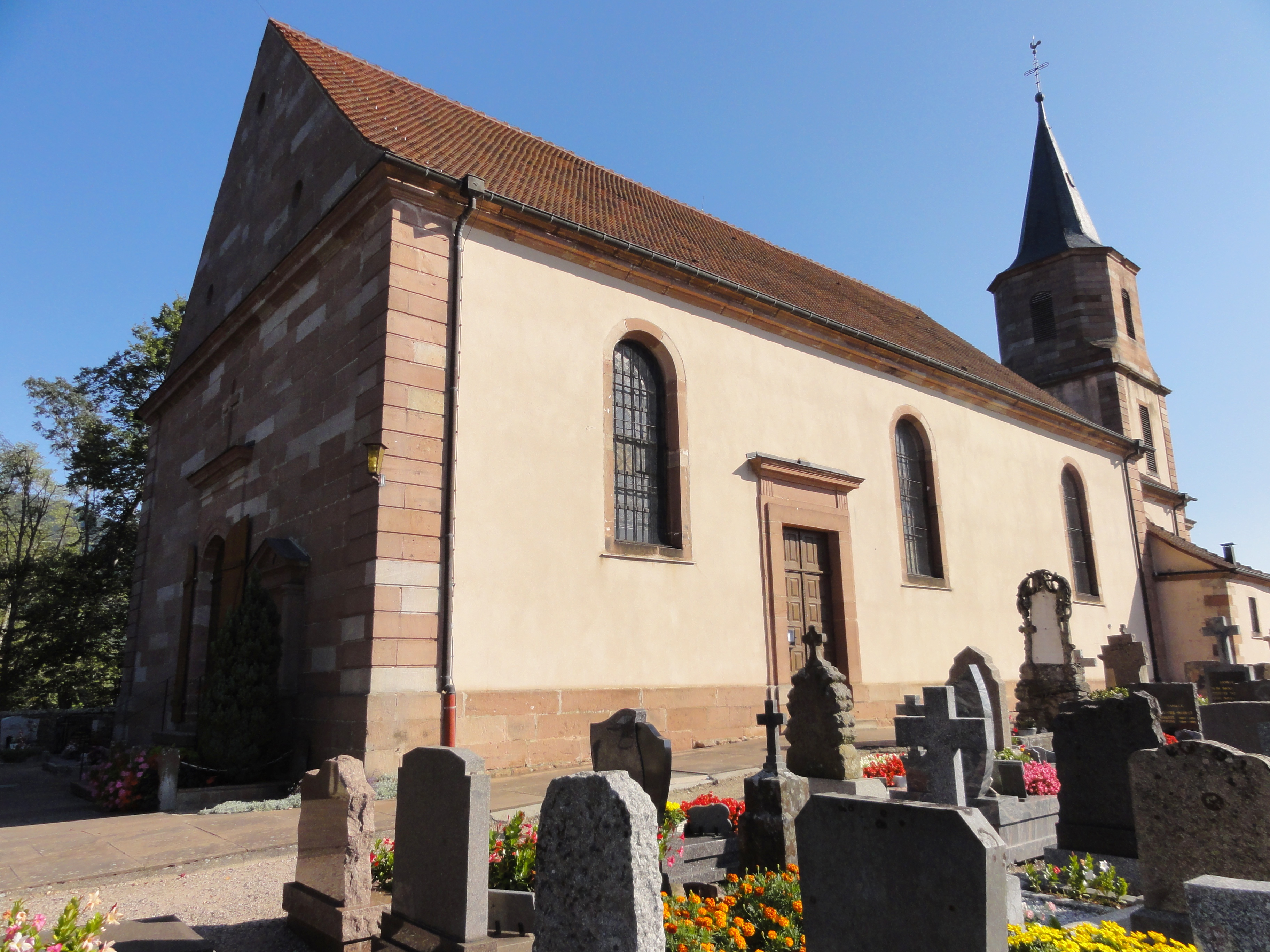